# Mosze (írnok)
Mosze magas rangú ókori egyiptomi hivatalnok volt a XIX. dinasztia idején, II. Ramszesz fáraó uralkodása alatt. Ptah kincstárának írnokaként fontos pozíciót töltött be Ptah memphiszi templomában. Főleg szakkarai sírjából ismert, amely Teti piramisa közelében található.
Mosze családja jól ismert a sírból. Apja, Hui majdnem ugyanazokat a címeket viselte, mint ő; Mosze anyjának neve Nubnofret volt, feleségéé Mutnofret. Mosze több gyermekét is név szerint említik a sírban: Amen[…], Amenemheb, Haita, Merimaat és Tjenro; egy további gyermekének nevéből csak az f betű maradt meg.
Mosze sírjának egyes, relieffel díszített kőtömbjei már a 19. század közepén felbukkantak magángyűjteményekben; magát a sírt Victor Loret tárta fel 1900-ban I. Iput sírja közelében, Teti piramisának nekropoliszában. A sírkápolna nagy, nyitott udvarának nyugati oldalán négy kisebb kápolna sorakozott. A sír mélydomborműves díszítése főleg Moszét ábrázolta különféle istenek előtt és az alvilágban, más jelenetekben családja tagjaival, az északi falon  pedig a bíróság előtt. Az északi fal nagy részét az a hosszú jogi szöveg fedi le, ami egy föld tulajdonjoga fölötti, nemzedékeken át tartó peres üggyel kapcsolatos, és ami a sír jelentőségét adja. A kétszáz éven át folyó per tárgyát képező földbirtokot Nesi kincstárnok kapta I. Jahmesz fáraótól, a XVIII. dinasztia alapítójától, és hosszú időn keresztül a család egyik ágán öröklődött. Horemheb, a XVIII. dinasztia utolsó uralkodója alatt a család egyik tagja, egy Wernero nevű nő azt állította, hogy a föld az övé, és meg is nyerte a pert egy Hai nevű férfival szemben, aki így elvesztette a földet. Hai lánytestvére, Taharu pert indított, hogy a földet osszák szét több családtag között, és, úgy tűnik, megnyerte a pert. Wernero és a fia, Hui ismét bíróságra ment, és visszaszerezték a földet, amelyet Hui kezelt haláláig. Özvegye, Nubnofret át akarta venni, ekkor azonban Hai elvette tőle a földet. Nubnofret beperelte, de veszített. Minderre már II. Ramszesz 18. uralkodási évében került sor. Nubnofret fia, Mosze folytatta a pereskedést, hogy visszakapja a földet. Nem tudni, mi lett a végeredmény, de biztosnak tűnik, hogy győzött.
A peres ügyet már Loret publikálta, majd Battiscombe Gunn kutatta a sírt, aki nem publikálta kutatásait, de rengeteg jegyzetet hagyott hátra. A sírt Gaballa Ali Gaballa publikálta teljes egészében, 1977-ben. A sírt mostanra nagyrészt szétszedték, kőtömbjeinek nagy része a kairói Egyiptomi Múzeumba került, de több kőtömb található más múzeumokban is.

## Fordítás
- Ez a szócikk részben vagy egészben  a   Mose (19. Dynastie) című német Wikipédia-szócikk ezen változatának fordításán alapul.  Az eredeti cikk szerkesztőit annak laptörténete sorolja fel. Ez a jelzés csupán a megfogalmazás eredetét és a szerzői jogokat jelzi, nem szolgál a cikkben szereplő információk forrásmegjelöléseként.